# Paweł Samecki
Paweł Samecki (Łódź, 12 de março de 1958) é um economista polaco. Foi comissário europeu da Política Regional entre junho e novembro de 2009, na Comissão Barroso I.
Antes de assumir o seu cargo na Comissão Europeia, Paweł Samecki foi membro do conselho de administração do Banco Nacional da Polónia, que integrou em 2004. Anteriormente fora coordenador de projetos de investigação no Centro Europeo de Natolin, Varsóvia (2002-2003), Subsecretário de Estado no gabinete do Comité de Integração Europeia (1998-2002) e também esteve no Ministério das Finanças da Polónia (1997-1998). é doutorado em Economia pela Universidade de Łódź.